# Henri-Raphaël Moncassin
Pour les articles homonymes, voir Moncassin (homonymie).
Henri-Raphaël Moncassin né le 3 avril 1883 à Toulouse et mort le 6 septembre 1958 à Paris (6e arrondissement) est un sculpteur français.

## Biographie
Henri-Raphaël Moncassin est le fils du sculpteur François Moncassin. Il commence sa formation artistique dans l'atelier de son père avant de s'inscrire à l'École des beaux-arts de Toulouse.
En 1904, il se rend Paris où il est admis à l'École des beaux-arts dans l'atelier d’Antonin Mercié.
L'année suivante, il obtient le deuxième premier prix de Rome de sculpture pour Cérès enseignant l'agriculture à Triptolème. Il concourt au prix de Rome pendant six années de suite pour la première place, mais est chaque fois évincé à la suite d'intrigues d’atelier qui défraient la chronique artistique de l’époque.  
À partir de 1905, Moncassin expose régulièrement au Salon des artistes français à Paris où ses envois sont remarqués à plusieurs reprises. En 1908, grâce à une bourse de voyage, il effectue un long séjour en Italie où il complète sa formation en visitant la plupart des grands musées italiens.
Après la Première Guerre mondiale, il réalise des monuments commémoratifs aux victimes de ce conflit.
Il produit également des bustes d’enfants et des statues religieuses. Il sculpte les bustes du dramaturge Paul Fort et du président du Sénat Jules Jeanneney.
Il devient officier d’académie en février 1914.
Il participe aux compétitions artistiques aux Jeux olympiques d'été en 1924 à Paris et en 1932 à Los Angeles.
Il meurt à Paris le 6 septembre 1958.

## Œuvre

### Œuvres dans les collections publiques

#### États-Unis
- Los Angeles, Forest Lawn Memorial Park :
  - Enfant tenant une goélette, pierre calcaire[4] ;
  - Récolte tropicale, pierre calcaire[5].

#### France
- Bedeille, église Saint-Barthélémy : Ecce homo, bas-relief en plâtre polychrome, représentant le Christ souffrant en buste de trois-quarts[6].
- Le Sen, église Notre-Dame du Mont-Carmel : Saint-Joseph et Sacré-Cœur, deux statues en plâtre polychrome[7].
- Lit-et-Mixe, église Saint-Vincent : Saint-Joseph et l’Enfant Jésus, plâtre peint polychrome, groupe complété par une statue de saint Vincent diacre.
- Paris, musée du quai Branly :
  - Le Génie de la navigation ou Enfant au navire ;
  - La Récolte merveilleuse ou Le Départ aux colonies. Ces statues reçoivent en 1931 le prix des arts décoratifs du ministère des Outre-mer[8].
- Toulouse :
  - école des beaux-arts : Cérès enseigne l'agriculture à Triptolème fils de Celée, roi d'Eleusis, 1905, bas-relief en plâtre, deuxième premier prix de Rome de sculpture[9].
  - musée des Augustins :
    - Le Docteur Raymond Groc 1921, buste en plâtre  (inv. RI 1698) ;
    - Tête d'enfant, plâtre (inv. RA 2079).

### Monument aux morts de la Première Guerre mondiale
- Aurillac, face au palais de justice : Monument aux morts d'Aurillac, inauguré le 3 juillet 1927. Stèle en pierre blanche de Vilhonneur, dessinée par l’architecte Charles Morice et sculptée par Moncassin[10].
- Fontenay-aux-Roses : Monument aux morts de Fontenay-aux-Roses, 1923, pierre d'Euville. Les plans sont de l’architecte Gabriel Reige de Sceaux. Moncassin a conçu la statue de la Pleureuse[11],[12].
- Rabastens : Monument aux morts de Rabastens. Piédestal en pierre, statue en bronze fondue à Toulouse par Wendel et Xantippe. L’inauguration a lieu le 6 mai 1923[13]. Le projet en plâtre du monument, décrit par le sculpteur comme « Le Héros, soldat qui tombe et meurt pour la victoire du droit et de l'humanité », est présenté au Salon des artistes français de 1920[14].
- Toulouse, allées François-Verdier : Monument aux combattants de la Haute-Garonne. Le monument est pensé comme un « hommage aux morts », et surtout « à la gloire de tous les combattants morts ou vivants ». La glorification du patriotisme contenue dans ce monument en fait une exaltation de la victoire et non plus une commémoration des morts. La construction en est décidée par le Conseil général de la Haute-Garonne en août 1919 et l’attribution est faite par un concours « ouvert à tous les architectes et sculpteurs français se rattachant par leur éducation à la région toulousaine ». Alors que la conception de l’ensemble revient à l’architecte Léon Jaussely, Camille Raynaud, André Abbal et Moncassin sont retenus comme sculpteurs : ce dernier est chargé de la réalisation de la frise de la façade arrière et du côté gauche avec notamment La Civière, Arras, Le Tank et Verdun[15],[16].
- Vaux-le-Moncelot : Monument aux morts de Vaux-le-Moncelot, 1924[17].

### Œuvre d'édition
- Enfant tenant une goélette, bronze, fonte Susse[18].